# Ейамаа
Е́йамаа (ест. Äiamaa küla) — село в Естонії, у волості Тюрі повіту Ярвамаа.

## Населення
Чисельність населення на 31 грудня 2011 року становила 49 осіб.